# La Terre a tremblé
Pour les articles homonymes, voir Shock.
Pour plus de détails, voir Fiche technique et Distribution.
La Terre a tremblé (The Shock) est un film américain muet réalisé par Lambert Hillyer, sorti en 1923.

## Synopsis
Wilse Dilling est un criminel estropié, sévissant dans le quartier de Chinatown à San Francisco. Le gang dont il fait partie est dirigé par une femme, surnommée "Queen Ann". Celle-ci l'envoie à la campagne, dans la petite ville de Fallbrook, où il rencontre bientôt Gertrude Hadley, dont il va tomber amoureux. Dilling veut se ranger, oublier son passé criminel. Mais la jeune fille est fiancée, et de plus, Dilling ignore que le père de Gertrude, banquier à Fallbrook, est sous l'emprise de "Queen Ann" à cause d'une ancienne histoire de corruption.

## Fiche technique
- Titre : La Terre a tremblé
- Titre original : The Shock ou Bitter Sweet
- Réalisation : Lambert Hillyer
- Scénario : Charles Kenyon, William Dudley Pelley
- Photographie : Dwight Warren
- Production : Carl Laemmle
- Société de production : Universal Pictures
- Format : 35 mm - 1,33:1
- Durée : 96 minutes (69 min DVD)
- Date de sortie :
  - États-Unis : 10 juin 1923

## Distribution
- Lon Chaney : Wilse Dilling
- Virginia Valli : Gertrude Hadley
- Jack Mower : Jack Cooper
- William Welsh : Micha Hadley
- Henry A. Barrows : John Cooper, Sr.
- Christine Mayo : Ann Cardington, dite « Queen Ann »
- Harry De Vere : Olaf Wismer
- John Beck : Bill
- Walter Long : Le Capitaine
- Bob Kortman : Henchman